# Benedict Cumberbatch
Benedict Timothy Carlton Cumberbatch, CBE (født 19. juli 1976) er en engelsk film-, tv-, radio- og teaterskuespiller, blandt andet kendt for sin rolle som Sherlock Holmes i tv-miniserien Sherlock (2010-).

## Liste over optrædener

### Film
| År   | Titel                            | Rolle                              | Note(r) |
| ---- | -------------------------------- | ---------------------------------- | ------- |
| 2002 | Hills Like White Elephants       | The Man                            |         |
| 2003 | To Kill a King                   | Royalist                           |         |
| 2004 | Hawking                          | Stephen Hawking                    | Tv-film |
| 2006 | Starter for 10                   | Patrick Watts                      |         |
| 2006 | Amazing Grace                    | William Pitt den yngre             |         |
| 2007 | Inseparable                      | Joe/Charlie                        |         |
| 2007 | Soning                           | Paul Marshall                      |         |
| 2008 | Den anden søster                 | William Carey                      |         |
| 2008 | Burlesque Fairytales             | Henry Clark                        |         |
| 2009 | Creation                         | Joseph Hooker                      |         |
| 2010 | Four Lions                       | Ed                                 |         |
| 2010 | Third Star                       | James                              |         |
| 2010 | The Whistleblower                | Nick Kaufman                       |         |
| 2010 | Wreckers                         | David                              |         |
| 2011 | War Horse                        | Major Stewart                      |         |
| 2011 | Dame, konge, es, spion           | Peter Guillam                      |         |
| 2012 | Hobbitten: en uventet rejse      | Smaug & Necromancer                |         |
| 2013 | Star Trek Into Darkness          | John Harrison/Khan Noonien Singh   |         |
| 2013 | 12 Years a Slave                 | William Ford                       |         |
| 2013 | Hobbitten: Dragen Smaugs ødemark | Smaug & Necromancer                |         |
| 2013 | Familien                         | "Little" Charles Aiken             |         |
| 2013 | The Fifth Estate                 | Julian Assange                     |         |
| 2014 | Hobbitten: Femhæreslaget         | Smaug & Necromancer                |         |
| 2014 | The Imitation Game               | Alan Turing                        |         |
| 2016 | Doctor Strange                   | Dr. Stephen Strange/Doctor Strange |         |
| 2017 | The Current War                  | Thomas Edison                      |         |
| 2017 | The Child in Time                | Stephen Lewis                      | Tv-film |
| 2017 | Thor: Ragnarok                   | Dr. Stephen Strange/Doctor Strange |         |
| 2018 | Avengers: Infinity War           | Dr. Stephen Strange/Doctor Strange |         |
| 2019 | 1917                             | MacKenzie                          |         |
| 2021 | Spider-Man: No Way Home          | Dr. Stephen Strange/Doctor Strange |         |

### Tv Serier
- Heartbeat (2000)
- Tipping the Velvet (2002)
- Silent Witness (2002)
- Cambridge Spies (2003)
- Spooks (2003)
- Fortysomthing (2003)
- Dunkirk (2004)
- Heartbeat (2004)
- Nathan Barley (2005)
- To the Ends of the Earth (2005)
- Broken News (2005)
- The Man Who Predicted 9/11 (2005)
- The Last Enemy (2008)
- Picture This (2008)
- Small Island (2009)
- South Pacific (2009)
- The Rattigan Enigma by Benedict Cumberbatch (2010)
- Into the Universe with Stephen Hawking (2010)
- Sherlock (2010-)
- Curiosity (2011)
- Stephen Hawking's Grand Design (2012)
- Parade's End (2013)
- The Simpsons (2013)

### Teater
- Love's Labour's Lost (2001)
- A Midsummer Night's Dream (2001)
- As You Like It (2002)
- Romeo og Julie (2002)
- Oh, What a Lovely War! (2002)
- The Lady From the Sea (2004)
- Heda Gabler (2005)
- Period of Adjustment (2006)
- Rhinoceros (2007)
- The Arsonists (2007)
- The City (2008)
- After The Dance (2010)
- The Children's Monologues (2010)
- Frankenstein (2011)

### Videospil
- The Nightjar (2011)

## Udmærkelser
I 2015 blev han udnævnt til Commander of the Order of the British Empire (CBE), for sit virke som skuespiller og arbejde for velgørenhed.